# 竹庭县
竹庭县，中国旧县名。
民国34年（1945年）11月，为纪念牺牲于赣榆县的符竹庭将军，山东省滨海区行政公署将赣榆县改名为竹庭县，1950年10月复名赣榆县。